# 1794 v loďstvech
Tento článek obsahuje významné události v oblasti loďstev v roce 1794.

## Události
1. června – Slavný první červen, neboli třetí bitva u Ushantu – první a největší námořní střetnutí Francouzské revoluční války mezi královstvím Velké Británie a První Francouzskou republikou. Obě strany si nárokovaly vítězství: Britové proto, že ukořistili sedm francouzských lodí bez vlastní ztráty, Francouzi proto, že se jim podařilo uchránit bezpečné proplutí zásobovacího konvoje.